# 雨戰士
《雨戰士》（日语：レイン），是日本小說家吉野匠的奇幻小說。最初以網路小說方式發表，後由日本AlphaPolis出版。台灣版小說則由方塊出版社出版1～4冊，但方塊已經倒閉或被收購（未查明），目前小說已停止出版。
漫畫版由住川惠所畫，連載分成3個時期（第一部：2009年1月号 - 10月号、第二部：2009年12月号 - 2012年5月号、外傳：2012年9月号 - 2013年2月号）。
2019年2月20日，於官方推特宣布作者吉野匠已經離世的消息。

## 故事簡介
席捲穆爾蓋尼亞大陸的戰爭已持續很多年，勉為其難保住的和平，也正迎來終結。5年前雷格魯打倒扎瑪英先王登上王位，在他指揮下，扎瑪英一個接一個襲擊周邊國家。在那之中有小國桑庫瓦魯，國力只有扎瑪英一成不到。桑庫瓦魯現在的國王達古拉斯偏袒貴族，因此失去民心。桑庫瓦魯的滅亡看起來就像不可避免的命運……

## 登場人物

### 桑庫瓦魯
金髮碧眼是該國貴族的特徵
雷恩（聲：森田成一）
主角，平民。傭兵出身的桑庫瓦魯上將軍。25歲，擁有無人能敵的戰鬥力，不按牌理出牌，累積功積成為桑庫瓦魯唯一一位平民出身的上將軍，看清局勢的能力無人能及，更將敵人玩弄於股掌之間。自稱「天才」、「疾風雷恩」、「世界最強的男人」、「怪盜假面布拉克」。另被稱為「不被知曉的天才劍士」及「龍之霸者」。但比起「龍之霸者」，「不被知曉的天才劍士」在本篇中較為人所知。
總是穿著黑色服裝（似乎是為了自己殺害的人及未能守護的人守喪），從來不穿任何防具。持有惡名昭彰的魔劍「傾國之劍」。看似粗枝大葉，其實是戰略家，有著溫柔的一面。似乎有著黑暗的過去。領地「柯托庫雷阿斯城」。
15歲時開始出外旅行，殲滅盜賊團、四處挑戰有名的傭兵或騎士。18歲時打倒了龍，獲得了龍的不死性、耐力、強度、魔法、特殊的能力（如反魔法領域），也因此肉體年齡永遠停留在18歲。本人雖然是音癡，但毫不在意他人眼光，很喜歡唱歌。喜歡法魯玖產的紅茶。
謝璐法・艾拉斯・桑庫瓦魯（聲：水橋香織）
公主，國王達古拉斯的女兒。16歳。在國王遠征扎瑪英身亡後，逃出王都「利底雅」。喜歡雷恩。因為擁有未知的力量而被國王畏懼，長年被軟禁在宮中。13歲時與雷恩在王城中相識，但一開始並沒有表達王族身分。
國王死後，避免當成扎瑪英的禮物而逃到雷恩的領地。差點成為薩費魯的王后，在雷恩與拉魯法斯聯合軍的幫助下，取回桑庫瓦魯。
有著名為「蜜雪兒」的魔人人格，當15歲的雷恩與漢克相處直到最後都望著。桑庫瓦魯內戰後，就與謝璐法的意識融合。
拉魯法斯・傑利亞特・桑庫瓦魯（聲：浪川大輔）
貴族出身，原姓「吉爾伽美什」，由於極大的功績獲得賜姓桑庫瓦魯，25歲，桑庫瓦魯的上將軍，雖然其家族是貴族之首，但與雷恩交情很好。領地「獅達希爾城」。在與扎瑪英的作戰結束後獲得魔劍「正義」，為人正直高潔，在平民間很有人望，曾一夜間募得七千名義勇軍。
奈澤爾
拉魯法斯的副官，冷靜忠誠，穩重的騎士，在關鍵時刻能進諫良策。
古炎
拉魯法斯的副官。是一個有著山賊般面孔的巨漢，為人耿直熱血，對拉魯法斯忠誠，喜歡吐槽奈澤爾。
俊太・瓦羅爾
雷恩的偵查和祕密行動隊首領，也是雷恩的肱股之臣。很少吐露個人感情，經常露出一副苦瓜臉。危急關頭扭轉戰局，例如魔法起霧營救拉魯法斯。
雷魯巴尼・利希塔魯・慕阿
簡稱「雷尼」，雷恩的副官，24歲，從雷恩傭兵時代開始就是他的部下。母親是下級貴族。雖然很膽小，不過實際上是個二刀流的高手。對漂亮的女孩子沒什麼免疫力。
賽諾亞・阿梅利亞・艾斯塔哈特
雷恩的副官，20歲，出身於建國五大家族─艾斯塔哈特，講究規矩，也是千人隊長。金髮碧眼的巾幗女傑，對國家忠誠，但是頭腦簡單，是雷恩經常欺負和吐槽的物件，經常為了雷恩的行為而抓狂。
哥薩拉姆
55歲。曾經是法努朱騎士團的隊長，之後成為警衛隊的隊長。後來因為歲數的關係被解雇。後來成為雷恩的副官。擅長理解戰場的氣氛。
薩爾菲
雷恩小隊的見習騎士。17歲。立志成為騎士的貧窮少女。父親是警衛隊所屬的騎士，卻被無能的貴族給殺害，討厭貴族。剛開始對於殺人相當抵抗，經過多場戰爭後漸漸習慣了。雷恩的溫柔感動了她。知道雷恩過去的少數人之一。
尤莉
雷恩小隊的見習騎士。16歲。原來是扎瑪英的間諜，在雷恩的勸說（收買，或者該說是威脅）下而成為了夥伴。薩爾菲最好的朋友。
米蘭
雷恩底下的騎士，有著誠實的性格。19歲。在幽靈騷動的時候，正面遇上了幽靈，之後和謝璐法的護衛們一樣記憶都被消除了。是現在城裡內外「悲慘的M的故事」的傳說來源。
達古拉斯・巴雷斯・桑庫瓦魯
原桑庫瓦魯國國王，啟用雷恩為上將軍，但是自身眼光謀略短淺，未發現身邊欲謀反的蛀蟲，導致出師未捷身先死。
吉雷斯
桑庫瓦魯國的上將軍之一，貪婪骯髒的賣國賊，勾結薩費魯在國家戰亂時刻叛變，最終被拉魯法斯殺死。
薩費魯・德魯馬納克・弗斯提爾
貴族出身，桑庫瓦魯的上將軍。自稱持有先王達古拉斯的遺書(實際上到底真假與否已經沒人得知)，企圖成為王，要謝璐法成他的王后。與香托雷斯的戰爭後，發覺自己的無能便從新振作，并決定用餘下的人生做正確的事，在桑庫瓦魯內戰前與雷恩進行密談，最後光榮死於雷恩劍下。

#### 建國五大家族
愛麗娜・菲莉西亞・哈魯托爾
建國五大家族之一，哈魯托爾當家代理人，掌管大權的傲慢少女。自稱拉魯法斯的婚約者，單方面地喜歡拉魯法斯，很討厭雷恩。
賽諾亞・阿梅利亞・艾斯塔哈特

#### 公主直屬部隊
法露娜
阿貝爾

### 香託雷斯
弗爾尼亞・路西塔・香託雷斯
香託雷斯國的膽大皇帝，視力超好。喜歡傑。
傑・蘭布魯克
香託雷斯國的大將軍，有「不敗神將」之稱。實際上是千年前聖戰中的英雄王，本名「傑・吉爾伽美什」，母親是魔人。弗爾尼亞、謝璐法、雷恩、拉魯法斯都是他的子孫，尤其是拉魯法斯長得很像他。
辛格
弗爾尼亞的大臣，元老級的將軍。
瑟魯
外表沉穩的年輕將軍和騎士，將劍術和魔法發揮得淋漓盡致，十分高明。
玖娜
瑟魯的義妹，被稱為「天才魔法使」，但很少展露實力。
扎露茨
香託雷斯的將軍，對玖娜很沒辦法。

### 法努吉
費爾南多
被稱為「戰士之國」法努吉的國王。
瑪麗亞
守護三騎士之一，與史帝夫、貝郎特為姊弟。以防禦魔法守護弟弟們，但是被杜威破解。
史帝夫
守護三騎士之一，被杜威殺死。
貝朗特
守護三騎士之一

### 盧昂
約書亞・弗羅塔爾・雜湊
平民，表裡兩面，對年長一點的比較有興趣，稱自己的微笑是「天使的笑容」，就連身經紅塵的娼婦也會看得入迷而臉紅。藉著謝璐法廢除貴族體制，報效祖國。本想藉由面試而成親信卻被拒絕，之後投向盧昂。

### 特塞托
卡里翁
特塞托王

### 雷芳
中原大國中最古老王國
莎雅・薩菲涅・雷芳
雷芳少女王，已統治地方長達至第四十七代。
珂伊
雷芳軍師
奧庫
菲利斯

### 扎瑪英
雷格魯
扎瑪英國王。王都「蓋尼斯城」。
5年前打倒先王 阿拉密斯·迪蘭塔·古拉維斯，以實力坐上王位的扎瑪英的王，銀髮的魔人。
索菲亞
原人類。在被人口販子綁架時，正被雷格魯看見並解決販子，且接受雷格魯的力量而成為魔人。
諾埃爾
高級魔人，札瑪英王的親友。對雷格魯誇下海口而與雷恩戰鬥，且戰敗。戰敗後無處可去，便聽從謝璐法的邀請，在加爾福德城待上幾日。似乎對雷恩有意思。
薩拉
杜威

### 魔族
溫特·豐·布魯哈德
魔族三巨頭(本為四巨頭)之一，自稱「魔族貴公子」。看似很紳士的外表，其實是個愛女性的魔人，想幫諾埃爾療傷(特別是胸部)，卻被打飛；想約西爾維亞，卻被拒絕。
庫拉連斯
原三巨頭

### 其他
克里斯
雷恩的愛馬，有著天真的性格。由於雷恩說「把天馬給拴住是很失禮的」，所以命令不拴住。導致常常吃掉別人的食物，尤莉、薩爾菲就是其中之人。
莉艾拉
謝璐琺的侍女。
安娜・福斯丁・桑庫瓦魯
謝璐琺的母親，紀錄小時候謝璐琺所說的雷恩的過去。
費妮
雷恩故鄉的女孩。14歲。被侵入的盜賊殺害，她的死讓雷恩以成為最強的戰士為目標出外旅行。
漢克・沃爾頓
被稱為「風之劍聖」。是雷恩的師父（雷恩觀察他自學的）。擁有白色魔劍。
在雷恩15歲那年，和他戰鬥後認輸了。患有肺部的疾病，發作的時候被山賊攻擊。為了將他從痛苦之中解放，雷恩親手殺了他。他最後的話給雷恩之後的人格形成有著很大的影響。
西爾維亞・羅森瓦庫
吸血鬼，漢克的朋友也是雷恩的老師。很少使用雙大劍戰鬥，魔力強、有再生能力。常代替雷恩保護謝璐法。
艾麗莎
第二位龍之霸者，憎恨著魔族。遇上庫拉連斯時，大膽攻擊，太盲信自身的反魔法屏障，差點喪命。雷恩出手相救並打昏她。

## 出版書籍

### 小說
| 集數 | 日文標題 | 中文標題 | AlphaPolis | AlphaPolis             | 方塊出版社    | 方塊出版社         |
| 集數 | 日文標題 | 中文標題 | 發行日期   | ISBN                   | 發行日期      | ISBN               |
| ---- | -------- | -------- | ---------- | ---------------------- | ------------- | ------------------ |
| 1    |          | 強襲之役 | 2005年10月 | ISBN 4-434-06820-2     | 2007年1月15日 | ISBN 986828693X    |
| 2    |          | 逆謀之亂 | 2006年4月  | ISBN 4-434-07723-6     | 2007年2月10日 | ISBN 9868286948    |
| 3    |          | 神將之戰 | 2006年7月  | ISBN 4-434-08182-9     | 2007年9月15日 | ISBN 9789868330863 |
| 4    |          | 王者之巔 | 2006年11月 | ISBN 4-434-08574-3     | 2007年12月4日 | ISBN 9789868330887 |
| 5    |          |          | 2007年7月  | ISBN 978-4-434-10872-3 |               |                    |
| 6    |          |          | 2008年3月  | ISBN 978-4-434-11703-9 |               |                    |
| 7    |          |          | 2009年2月  | ISBN 978-4-434-12803-5 |               |                    |
| 8    |          |          | 2010年6月  | ISBN 978-4-434-14576-6 |               |                    |
| 9    |          |          | 2011年6月  | ISBN 978-4-434-15714-1 |               |                    |
| 10   |          |          | 2013年8月  | ISBN 978-4-434-18272-3 |               |                    |
| 11   |          |          | 2014年10月 | ISBN 978-4-434-19884-7 |               |                    |
| 外傳 |          |          | 2007年3月  | ISBN 978-4-434-10412-1 |               |                    |

### 漫畫
日文版漫畫：
- 作畫：住川惠 Mag Garden〈Blade Comics〉、刊載12冊（2016年3月現在）
  1. ISBN 978-4-86127-626-2
  2. ISBN 978-4-86127-659-0
  3. ISBN 978-4-86127-732-0
  4. ISBN 978-4-86127-784-9
  5. ISBN 978-4-86127-857-0
  6. ISBN 978-4-86127-925-6
  7. ISBN 978-4-8000-0010-1
  8. ISBN 978-4-8000-0283-9
  9. ISBN 978-4-8000-0360-7
  10. ISBN 978-4-8000-0399-7
  11. ISBN 978-4-8000-0487-1
  12. ISBN 978-4-8000-0544-1

  - 外傳 ISBN 978-4-8000-0126-9

台灣版漫畫：
1. ISBN 9789861067322
2. ISBN 9789861067339
3. ISBN 9789861067346
4. ISBN 9789861067353
5. ISBN 9789861079660

### 其他
官方指南書
| 集數 | AlphaPolis    | AlphaPolis             |
| 集數 | 發行日期      | ISBN                   |
| ---- | ------------- | ---------------------- |
| 1    | 2010年3月26日 | ISBN 978-4-04-895300-9 |

## 外部連結
- （日語）レイン （页面存档备份，存于） - 日版小說
- （日語）http://comic.mag-garden.co.jp/rain/ （页面存档备份，存于）